# Charlie Watts

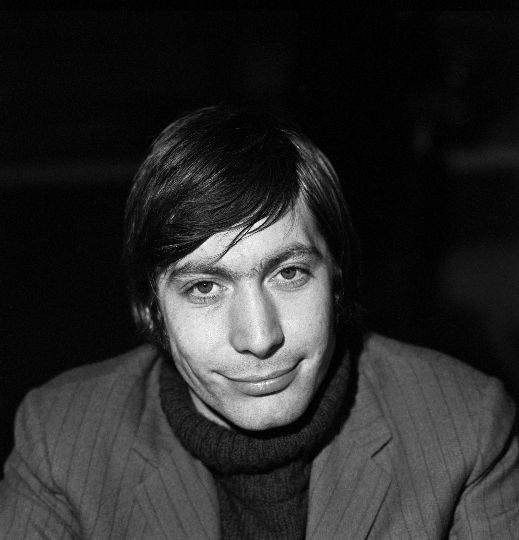
Charlie Watts (1965)

Charles Robert „Charlie” Watts (London, 1941. június 2. – London, 2021. augusztus 24.) angol zenész, aki a The Rolling Stones dobosaként vált világszerte ismertté. Watts közismert volt elegáns megjelenéséről.
Dzsessz-dobolni tanult, majd 1961-ben csatlakozott Alexis Korner csapatához, a Blues Incorporatedhez. Eközben grafikusként dolgozott egy reklámcégnek, és Ode to a High Flying Bird címmel képregényt rajzolt Charlie „Bird” Parker tiszteletére. 1963 januárjában lett a Rolling Stones dobosa, és a zenekar tagja volt haláláig. Az 1970-es évek végén beszállt Ian Stewart boogie-woogie csapatába, a Rocket 88-be; az 1980-as években pedig egy big banddel turnézott, majd önálló nagylemezeket adott ki.
1989-ben a Rolling Stones tagjaként beiktatták a Rock and Roll Hall of Fame-be. A Modern Drummer magazin 2006 júliusi számában Watts-ot beszavazták a Modern Drummer Hall of Fame-be olyan dobosokkal együtt, mint Ringo Starr, Keith Moon, Steve Gadd, Buddy Rich, és más neves ütősök.
2004 júniusában torokrákot diagnosztizáltak nála, de a kezelések hatására felgyógyult daganatos betegségből.
2021. augusztus 24-én, pár héttel szívműtétje után, egy londoni kórházban hunyt el.

## Diszkográfia

### Szólóban
- Charlie Watts Orchestra – Live at Fulham Town Hall (1987)
- Charlie Watts Quintet – From One Charlie (1991)
- Charlie Watts Quintet – Tribute to Charlie Parker with Strings (1992)
- Charlie Watts – Warm & Tender (1993)
- Charlie Watts – Long Ago & Far Away (1996)
- Charlie Watts/Jim Keltner Project (2000)
- Charlie Watts – Watts at Scott's (2004)
- ABC&D of Boogie Woogie – The Magic of Boogie Woogie (2010)

### Közreműködőként
- The London Howlin' Wolf Sessions (1971)
- Jamming with Edward! (1972)
- Vol pour Sidney (1991)

## Fordítás
- Ez a szócikk részben vagy egészben  a   Charlie Watts című angol Wikipédia-szócikk fordításán alapul.  Az eredeti cikk szerkesztőit annak laptörténete sorolja fel. Ez a jelzés csupán a megfogalmazás eredetét és a szerzői jogokat jelzi, nem szolgál a cikkben szereplő információk forrásmegjelöléseként.